# Heinrich Meyer-Bürdorf
Heinrich Meyer-Bürdorf, nemški general, * 13. december 1888, Kassel, † 1. maj 1971, Kassel.